# Spieleentwicklungskombinat
Die Spieleentwicklungskombinat GmbH, auch bekannt als SEK-Ost, war ein deutscher Spieleentwickler mit Sitz in Berlin-Kreuzberg.
Das SEK war Mitglied im Verband G.A.M.E.

## Geschichte
Das SEK wurde 1998 von den geschäftsführenden Gesellschaftern Carolin Batke, Thomas Langhanki, Ingo Neumann und Carsten Orthbandt gegründet. Alle vier hatten zuvor gemeinsam beim Potsdamer Spieleentwickler Terratools gearbeitet. Der Firmenname verdeutlichte die Herkunft der Gründer (Deutschland, ehemalige DDR) und war durch die Abkürzung SEK-Ost gleichzeitig eine Referenz an das polizeiliche Sondereinsatzkommando (SEK) und den amerikanischen Spieleentwickler Blizzard North (Diablo). Im Dezember 2000 erfolgte die Gründung einer GmbH und der Umzug zum Standort in Berlin.
Im Sommer 2001 schloss das SEK langfristige Verträge mit dem Publisher Sunflowers, der sich fortan auch mit 30 % an dem Unternehmen beteiligte. Das aus dieser Partnerschaft hervorgegangene Projekt ParaWorld (Entwicklungsbudget ca. 2,8 Millionen Euro) blieb aber weit hinter den Verkaufserwartungen zurück, was schließlich zum Aus des Studios führte. Am 23. Juli 2007 wurden die verbliebenen Gründer Thomas Langhanki, Ingo Neumann und Carsten Orthbandt als Geschäftsführer abgelöst und durch Development Director Erik Simon von Sunflowers ersetzt. Am 10. Oktober 2007 wurde zusätzlich Ubisoft-Chef Yves Guillemot als Geschäftsführer bestimmt, der nach dem Ausscheiden Simons am 20. Februar 2008 als alleiniger Geschäftsführer fungierte.
Im September 2014 wurde die Gesellschaft aufgelöst, liquidiert und Anfang 2016 gelöscht.

## Ludografie
- September 2001: Wiggles (international veröffentlicht als Diggles - The Myth of Fenris)
- September 2006: ParaWorld